# Brintbus
En brintbus er en bus, som bruger brint som brændstof. Bussen drives af en elektrisk motor, der får sin strøm fra en brændselscelle i kombination med et batteri. Derved skal bussen ikke lades op, men tankes med brint fra en brinttankstation.
Teknologien er et alternativ til konventionelle busser, der drives af fossilt brændstof, da produktionen af brint kun udleder strømmen, som motoren bruger, samt vand og varme. Brintbusser anses derfor som et godt bud på fremtidens busser, da de ikke udleder CO2 eller andre forurenende stoffer. Brintbussen giver ligeledes stor fleksibilitet sammenlignet med elbusser, da den ligesom en konventionel bus kun skal tankes i 6-8 minutter for at kunne køre op til 350 km igen.

## Brintbusser i Danmark
Danmark har 3 brintbusser på vej i Aalborg  og Herning har sat 15 millioner kr. af til at undersøge indfasningen af brintbusser . 

## Brintbusser i Europa
I dag kører der ca. 85 brintbusser rundt i Europa, mens der fremmod 2020 vil blive sat yderlig 300 i drift.. I London har man siden 2010 testet 8 brintbusser, der uden besvær har kunne indgå som en 1-1 erstatning for dieselbusser..  